# Édel de Cléron
El Édel de Cléron es un queso francés tradicional de origen relativamente reciente que lleva el nombre de la ciudad en la que se elabora, Cléron, en el valle del Loue del departamento de Doubs, en el Franco Condado. Por sabor, forma y textura se parece al Vacherin Mont-d'Or.
Se hace durante todo el año con leche de vaca ligeramente pasteurizada del departamento de Doubs. Se rodea con una cinta y se envasa en una caja, de corteza de pino aromático natural de las montañas Jura.